# Garfield (pel·lícula)
Garfield (títol original: Garfield: The Movie), és una pel·lícula estatunidenca d'animació dirigida per Peter Hewitt, adaptació dels dibuixos animats Garfield i estrenada l'any 2004. Ha estat doblada al català. Va ser seguida de Garfield: A Tail of Two Kitties 2, estrenada l'any 2006.

## Argument
Garfield, gat mandrós, ha de compartir la seva vida amb un nou llogater: el gos Odie, animal de companyia de la veterinària de la qual el seu amo Jon està enamorat. Primer excedit, acaba per acceptar-la i n'esdevé fins i tot responsable, abans de fer-lo fora

## Repartiment
- Bill Murray: Garfield
- Breckin Meyer: Jon Arbuckle
- Jennifer Love Hewitt: Liz Wilson
- Stephen Tobolowsky: Happy Chapman
- David Eigenberg: Nermal
- Debra Messing: Arlène (veu)
- Alan Cumming: Sir Roland, el gat de Happy Chapman
- Jimmy Kimmel: Spanky
- Brad Garrett: Luca
- Eve Brent: Mme Baker
- Leyna Nguyen: Abby Shields, una periodista
- Evan Arnold: Wendell
- Mark Christopher Lawrence: Christopher Mello
- Nick Cannon: Louis el ratolí

## Banda original
- Holla - Baha Men
- Hey, Mama - The Black Eyed Peas
- I Feel Good - James Brown